# Ковельська міська територіальна громада
Ковельська міська громада — територіальна громада в Україні, у Ковельському районі Волинської області. Адміністративний центр — місто Ковель. Утворена Розпорядженням Кабінету міністрів України від 12 червня 2020 року № 708-р, на виконання Закону України «Про місцеве самоврядування» з внесеними змінами від 16 квітня 2020 року.
Площа громади — 316,7 км², населення — 73 646 мешканців (2020).

## Населені пункти
У складі громади 1 місто (Ковель) і 14 сіл:
- Білин
- Воля
- Воля-Ковельська
- Гішин
- Городилець
- Доротище
- Заріччя
- Зелена
- Клевецьк
- Колодниця
- Лапні
- Любче
- Ружин
- Тойкут